# Palacete de São Bento
O Palacete de São Bento é um edifício do último quartel do século XIX, que é, atualmente, a residência oficial do Primeiro-Ministro de Portugal. Situa-se em Lisboa, na freguesia da Estrela, nas traseiras do Palácio de São Bento, sede da Assembleia da República.

## História

### Construção
O edifício foi mandado construir em 1877 pelo bracarense Joaquim Machado Cayres (1827-1886) para sua residência particular, num lugar com cerca de dois hectares que integrava o Convento de São Bento desde 1598.

### Aquisição pelo Estado
Em 1934, o palacete foi comprado pelas Escravas do Sagrado Coração de Jesus, religiosas espanholas que estavam então a estabelecer-se em Portugal, para ali fundarem o seu Colégio de Lisboa. Este abriu em dezembro de 1934, primeiro com alunas espanholas e, no ano seguinte, também com portuguesas. Três anos depois, a 4 de julho de 1937, deu-se o atentado à bomba contra António de Oliveira Salazar, que fez com que o ditador decidisse mudar a sua residência oficial para outro local. O palacete foi então expropriado pelo Estado, sendo o colégio das Escravas realojado provisoriamente em dois pavilhões do Hospital Júlio de Matos.

### Adaptação e renovação
Concluídas as obras de adaptação, Salazar instalou-se no palacete em maio de 1938, ainda que a inauguração só tenha tido lugar onze meses mais tarde, em abril de 1939. Quando das obras, construiu-se uma escadaria monumental, da autoria do arquiteto Cristino da Silva, ligando o terreno do palacete aos jardins do Parlamento.
Com Marcello Caetano a chefiar o governo, a residência sofreu uma grande renovação e transformação. Pouco mais do que as fachadas foram mantidas. Estas obras incluíram ainda a edificação de um novo andar no lugar do antigo sótão.

### Modificações após 1974
Depois da Revolução dos Cravos, a moradia e o jardim sofreram algumas modificações, mas foi após 1986, com novas renovações, que o palacete e o jardim ganharam uma maior operacionalidade uma imagem mais moderna e adequada aos novos tempos. A garagem, existente até à altura, deu lugar a um edifício para receber visitantes estrangeiros. O antigo pavimento de alcatrão foi substituído por calçada portuguesa.
Em 2007, com o fim de aumentar a eficiência energética da residência, foram instalados uma microturbina eólica de conceção nacional, com uma capacidade de produção de 3,5 MWh/ano, e painéis fotovoltaicos, capazes de produzir até 6,7 MWh/ano.

## Organização

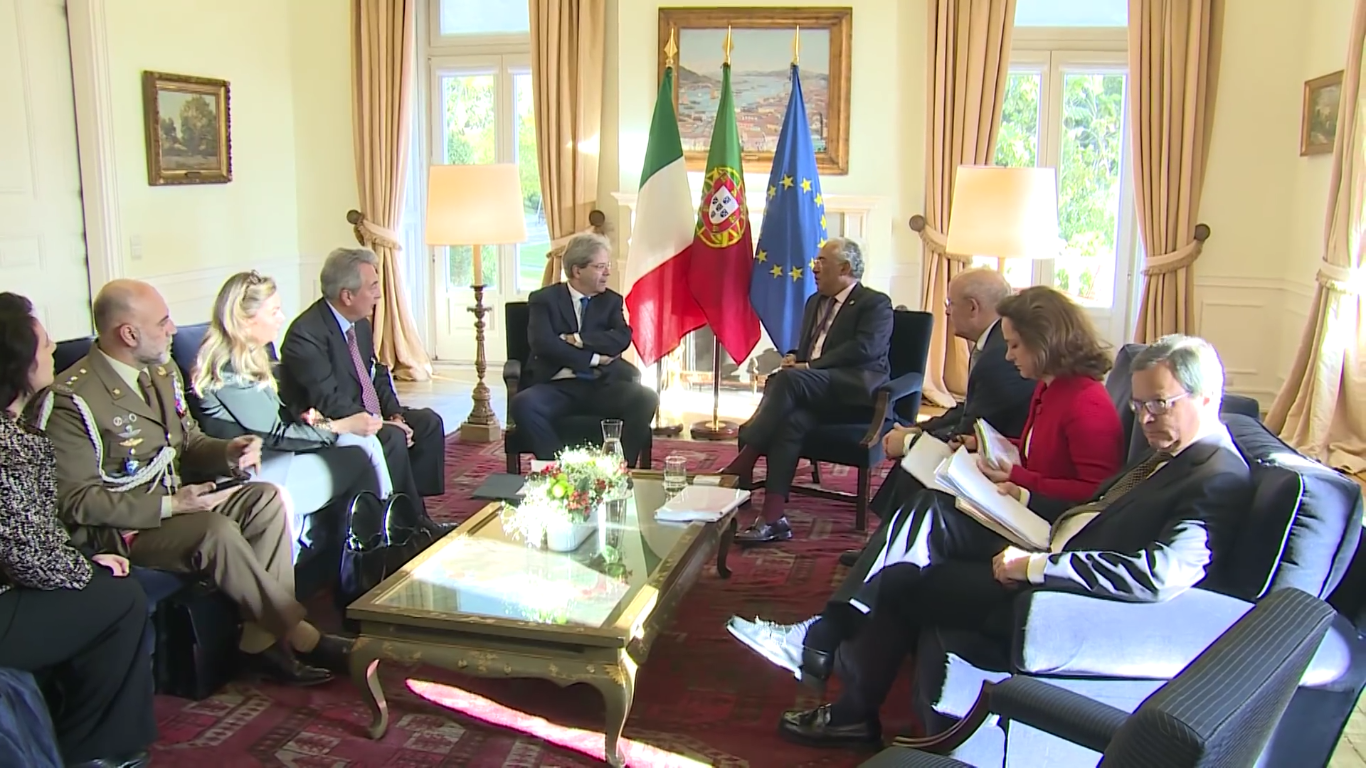
António Costa recebe o primeiro-ministro de Itália, Paolo Gentiloni, na Sala de Audiências, em janeiro de 2017.

No rés-do-chão do edifício encontra-se, imediatamente à direita do vestíbulo, a Sala de Visitas. Esta comunica através de uma porta com a Sala de Audiências, que fica adjacente à Sala de Jantar, com vista sobre os jardins. Os jardins abrigam uma piscina, um parque arborizado, e uma pérgula.
O piso superior é destinado à atividade do executivo propriamente dito, com a Sala de Reuniões do Conselho de Ministros, e os gabinetes do Primeiro-Ministro.

## Lista de ocupantes desde 1938
| Nome                          | Nome                         | Período no poder                              | Período em residência               |
| ----------------------------- | ---------------------------- | --------------------------------------------- | ----------------------------------- |
| Estado Novo                   |                              |                                               |                                     |
|                               | António de Oliveira Salazar  | 19 de Março de 1933 – 27 de Setembro de 1968  | Maio de 1938 – Julho de 1970        |
|                               | Marcello Caetano             | 27 de Setembro de 1968 – 25 de Abril de 1974  | Não residiu                         |
| PREC                          |                              |                                               |                                     |
|                               | Adelino da Palma Carlos      | 16 de Maio – 18 de Julho de 1974              | Não residiu                         |
|                               | Vasco Gonçalves              | 18 de Julho de 1974 – 19 de Setembro de 1975  | Setembro de 1974 – Setembro de 1975 |
|                               | José Pinheiro de Azevedo     | 19 de Setembro de 1975 – 23 de Junho de 1976  | Setembro de 1975 – Julho de 1976    |
| Terceira República Portuguesa |                              |                                               |                                     |
|                               | Mário Soares                 | 23 de Julho de 1976 – 28 de Agosto de 1978    | Não residiu                         |
|                               | Alfredo Nobre da Costa       | 28 de Agosto – 22 de Novembro de 1978         | Não residiu                         |
|                               | Carlos Alberto da Mota Pinto | 22 de Novembro de 1978 – 1 de Agosto de 1979  | Novembro de 1978 – Julho de 1979    |
|                               | Maria de Lourdes Pintasilgo  | 1 de Agosto de 1979 – 3 de Janeiro de 1980    | Não residiu                         |
|                               | Francisco Sá Carneiro        | 3 de Janeiro – 4 de Dezembro de 1980          | Não residiu                         |
|                               | Francisco Pinto Balsemão     | 9 de Janeiro de 1981 – 9 de Junho de 1983     | Não residiu                         |
|                               | Mário Soares                 | 9 de Junho de 1983 – 6 de Novembro de 1985    | Não residiu                         |
|                               | Aníbal Cavaco Silva          | 6 de Novembro de 1985 – 28 de Outubro de 1995 | Novembro de 1985 – Outubro de 1995  |
|                               | António Guterres             | 28 de Outubro de 1995 – 6 de Abril de 2002    | Não residiu                         |
|                               | José Manuel Durão Barroso    | 6 de Abril de 2002 – 17 de Julho de 2004      | Não residiu                         |
|                               | Pedro Santana Lopes          | 17 de Julho de 2004 – 12 de Março de 2005     | Julho 2004 – Março de 2005          |
|                               | José Sócrates                | 12 de Março de 2005 – 21 de Junho de 2011     | Não residiu                         |
|                               | Pedro Passos Coelho          | 21 de Junho de 2011 – 26 de Novembro de 2015  | Não residiu                         |
|                               | António Costa                | 26 de Novembro de 2015 – 2 de Abril de 2024   | Não residiu                         |
|                               | Luís Montenegro              | Desde 2 de Abril de 2024                      | Fevereiro de 2025 – presente        |